# Hinokio
Pour plus de détails, voir Fiche technique et Distribution.
 Hinokio est un film japonais réalisé par Takahiko Akiyama (ja), sorti en 2005.

## Synopsis
À la suite d'un accident et la perte de ses deux jambes et de sa mère, Satoru se renferme sur lui-même. Pour l'aider à sortir de son triste quotidien, son père décide de lui fabriquer, Hinokio, un robot piloté  à distance.

## Fiche technique
- Titre : Hinokio
- Titre original : Hinokio
- Réalisation : Takahiko Akiyama (ja)
- Scénario : Takahiko Akiyama (ja), Masumi Suetani et Shōji Yonemura
- Pays d'origine :  Japon
- Langue originale : Japonais
- Format : couleur
- Genre : drame, science-fiction
- Durée : 111 minutes
- Dates de sorties :
  - Japon : 9 juillet 2005
  - Hong Kong et Singapour : 15 septembre 2005

## Distribution
- Masatoshi Nakamura : Kaoru Iwamoto
- Kanata Hongō : Satoru Iwamoto
- Mikako Tabe : Jun Kudo
- Maki Horikita : Eriko Akishima
- Ryōko Kobayashi : Sumire Takasaka
- Yuta Murakami : Jouichi Hosono
- Ryo Kato : Kenta Hirai
- Sachie Hara : Natsuko Fubuki
- Riho Makise : Yuko Sakagami
- Mieko Harada: Sayuri Iwamoto

## Récompense
- 2006 : Soleil d'or au Festival du cinéma japonais contemporain Kinotayo[1]

## Autres sorties
Ce film est sorti en dvd le 8 août 2007 en France. Il a participé aux festivals d'asie de Munich (1er novembre 2008) et de Düsseldorf (18 janvier 2009).